# 青山博一

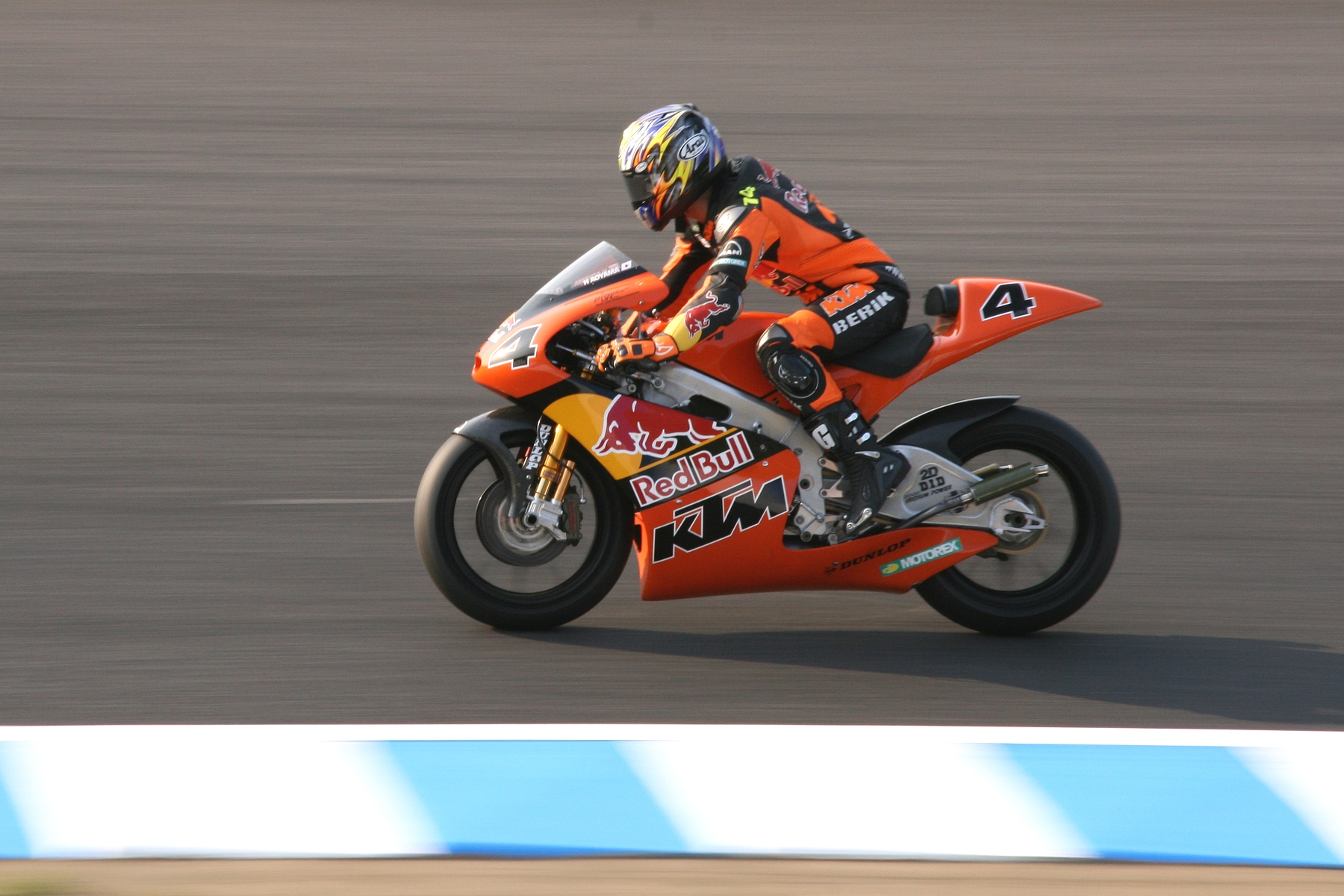
2007年 日本GP

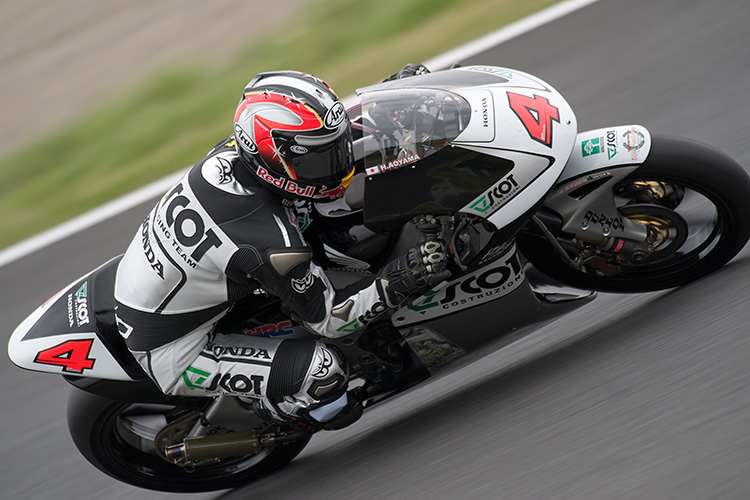
2009年 日本GP

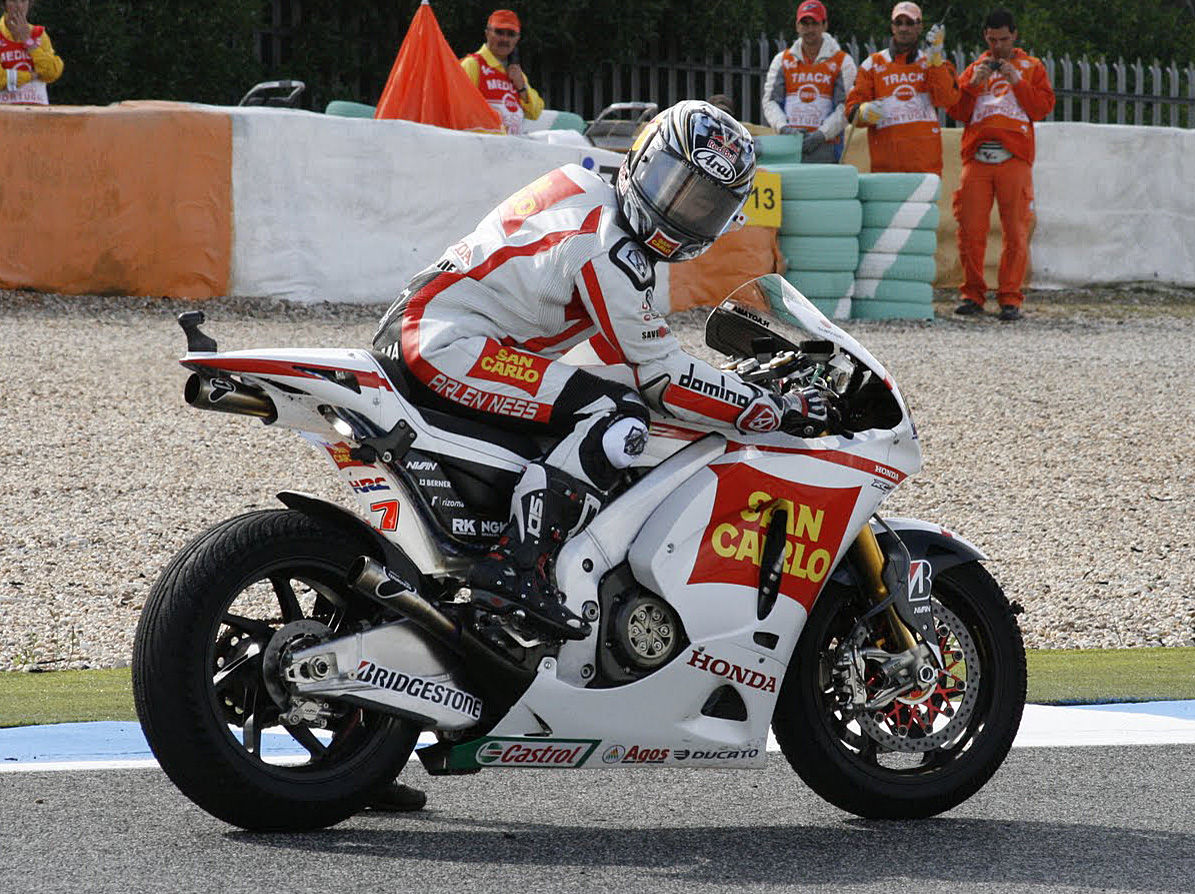
2011年 ポルトガルGP

青山 博一（あおやま ひろし、1981年10月25日 - ）は、千葉県市原市出身のレーシングライダー。2003年全日本ロードレース選手権GP250年間王者、2009年ロードレース世界選手権250ccクラス年間王者。最高峰MotoGPクラスを4年間走り、現在はHRC（ホンダ・レーシング）のテストライダー兼イデミツ・ホンダ・チームアジア監督。
弟は現オートレース選手の青山周平。

## 経歴
5歳でポケバイに乗り始め、14歳でミニバイクレースを始める。15歳で桶川塾入学。
1998年にロードレースデビューし、筑波選手権参戦。1999年にはハルクプロより全日本ロードレース選手権GP125にデビューし、表彰台2回獲得。2000年よりGP250に転向し、3勝で年間ランキング2位となり、ルーキー・オブ・ザ・イヤー獲得。2002年には2勝で2度目のランキング2位。2003年は全6戦中5回の表彰台と安定したリザルトで、初のタイトルを獲得した。
2004年、ホンダ・レーシングスカラシップ第1期生に選ばれた青山は、アルベルト・プーチが率いるテレフォニカ・モビスター・ホンダチームから、ダニ・ペドロサのチームメイトとしてロードレース世界選手権250ccクラスにフル参戦を開始。翌年も同体制で参戦し、ツインリンクもてぎで行われた日本グランプリで同選手権初優勝を遂げた。以降もプーチ宅にほど近いアパートメントを拠点に、プーチのトレーニング指導を受けながらレース活動を行っている。
スカラシップ期間の2年間を終えて、2006年からはKTMワークス・チームに移籍。2008年まで所属するが、KTMの250ccクラスからの撤退に伴い再び移籍を強いられることになり、2009年は高橋裕紀の後継としてチーム・スコットに所属（マシンはホンダ・RS250RW）。前年の不振や、マシン開発が2007年を最後に終了している ということもあって、周囲も、そして青山自身も大きな期待はできない状況であった。
しかし開幕戦カタールGPの予選で、アルバロ・バウティスタと激しいポールポジション争いを繰り広げて予選2位、決勝でも激しい3位争いを繰り広げて4位。続く第2戦日本GPも予選2位、決勝もバウティスタと激しい争いを繰り広げて2位に入る。そして迎えた第3戦スペインGPでは、他メーカーのマシン開発が進むヨーロッパラウンドに突入したことから苦戦が予想され、予選では6位に終わったが、決勝前のサイティングラップでタイヤの異変に気付き、決勝直前にマシンを変える。決勝では4台による50回以上のトップ交代劇があったが、最後にはバウティスタとの一騎討ちとなり、最終ラップの最終コーナーでバウティスタを下して2年振りの優勝を飾るとともに、ポイントリーダーに躍り出た。
その後のフランス・イタリアでは、ウエットレースでスペアマシンがない状況だったこともあり8位・6位に終わるが、久しぶりにドライコンディションとなった第6戦カタルニアGPでは途中マシンがスローダウンしたものの2位フィニッシュ、そして第7戦ダッチTTでは残り2ラップの最終シケインでバウティスタと接触するものの、何とかトップでチェッカーを受け2勝目。その後も第10戦イギリスGPで1周もトップを譲らず3勝目を挙げるなどしてポイントリーダーの座をキープし続け、第16戦マレーシアGPを含むシーズン4勝と全レースでシングルリザルトを記録するという好成績を残し、この年を最後に廃止される250ccクラスで年間チャンピオンを獲得した。青山は原田哲也（1993年）、加藤大治郎（2001年）に続き、ロードレース世界選手権250ccクラスの年間王者を獲得した3人目の日本人となった。
2010年は最高峰のMotoGPクラスにステップアップし、チーム「パドック・グランプリ・チーム・マネージメント」に1名体制で所属することになり、マシンはホンダ・RC212Vを使用した。メインスポンサーにはオーストリアのオンラインカジノ会社である「インターウェッテン」が付いた。開幕戦カタールGPをステップアップ勢トップとなる10位でフィニッシュし、その後も確実にポイントを獲得していたが、6月21日、第5戦イギリスGPにて、決勝日のウォームアップ走行中にハイサイドで転倒し、背中を強打して脊椎圧迫骨折（第12胸椎）を負い、療養のため第10戦まで一時参戦休止となる。その間は秋吉耕祐とアレックス・デ・アンジェリスに代役を任せていたが、第11戦インディアナポリスGPより復帰。その後は目立った転倒もなく出走した全てのレースで完走を果たし、年間ランキング15位でデビューシーズンを終えた。チームとは2年契約を結んでいたが、資金繰りが悪化したためMotoGPクラスからの撤退が決まり、青山はチームを離れることとなった。
2011年はグレシーニ・レーシングに移籍。250cc時代からのライバルであるマルコ・シモンチェリをチームメイトに、クラス2年目のシーズンを迎えた。ウェットレースとなった第2戦スペインGPではクラス自己ベストの4位に入賞する活躍を見せるが、ドライ路面ではタイヤに熱を入れてパフォーマンスを発揮させることができないという問題を抱え 下位でのフィニッシュが続いた。第7戦ダッチTTでは骨折で欠場中のダニ・ペドロサの代役としてレプソル・ホンダからエントリー、最新ワークスマシンを駆る機会を得たが、フリー走行での転倒でまたも胸椎(9番)を骨折してしまった。その後も完走率は高いが下位集団でのレースが続き、年間ランキングでは前年から向上して10位を記録したものの、シーズン終了をもってチームを去ることとなった。
2012年シーズン、青山はグランプリを去りスーパーバイク世界選手権に転向。テンケイトレーシングでジョナサン・レイのチームメイトとしてホンダ・CBR1000RRを駆ることになり、8位2回が最高位で61.5ポイントを獲得しシーズン18位。MotoGP最終戦バレンシアGPにはケガで欠場中のY・エルナンデスの代役として出場をし、このチームにとって貴重な13位を獲得する。
2013年はMotoGPクラスに2年ぶりに復帰を果たす。アビンティア・ブルセンスよりCRTマシン（FTR+カワサキエンジン）で参戦。シーズン序盤からマシンのトラブルが多く不振が続き、第5戦イタリアGPでは高速コーナーで転倒し、左膝の靭帯を断裂。次戦の第6戦カタルーニャGPではケガの復帰を待たずに出場を試みるが練習走行で転倒し、左手の中指第一関節の靭帯を切断、薬指第一関節を切断してしまい、第6戦カタルーニャGPと第7戦オランダGPは欠場となった。その後は復帰し、出走した全てのレースで完走を果たし、シーズン20位、シーズン最高位は第15戦マレーシアGPの11位となった。
2014年はオープンクラスの有力チームチーム・アスパーへ移籍、エースライダーにニッキー・ヘイデン、青山はセカンドライダーとして参戦した。マシンはホンダの市販マシンRCV1000Rを使用。第3戦アルゼンチンGPでは青山はオープンクラスのトップでゴール、チームメイトのヘイデンは2番手で、青山自身とチーム共にシーズン最高成績のレースとなった。第14戦のアラゴンGPと第16戦のオーストラリアGPの2戦ではシーズン最高位の8位となり、シーズン通算では14位となった。ファクトリーマシンとの性能の差により上位に躍り出ることはなかったが、オープンクラスのランキング3位と安定した成績を残した。
2015年よりHRCのテストライダーとなっているが、MotoGPレーサーのダニ・ペドロサが開幕戦直後に手術を行うことになったため、青山がペドロサの復帰まで代わりに参戦することが決定した。
2018年からはホンダ・チーム・アジアの監督に就任 し、Moto2及びMoto3クラスに参戦する選手達をはじめとした後進ライダーの育成を行なっている。2019年には同チームからMoto3クラスに参戦している鳥羽海渡が開幕戦カタールGPで初優勝を果たし、青山もチーム監督として表彰台に登壇した。

## レース戦績

### 日本国内選手権
- 1996年 - ミニバイクレース 関東ミニ選手権 チャンピオン
- 1997年 - ミニバイクレース 関東ミニ選手権 チャンピオン
- 1998年 - 筑波選手権 GP125ランキング2位 / SP250ランキング7位
- 1999年 - 全日本ロードレース選手権 GP125ランキング11位（カストロール・チームハルクプロ/RS125R）
- 2000年 - 全日本ロードレース選手権 GP250ランキング2位（3勝:もてぎ、鈴鹿、TI/チームハルクプロ/RS250R）
- 2001年 - 全日本ロードレース選手権 GP250ランキング8位
- 2002年 - 全日本ロードレース選手権 GP250ランキング2位（2勝:SUGO、鈴鹿/チームハルクプロ/RS250R）
- 2003年 - 全日本ロードレース選手権 GP250チャンピオン（1勝:SUGO/チームハルクプロ/RS250R）
  - 鈴鹿8時間耐久ロードレース　リタイア　（セブンスター・ホンダ/VTR1000 SPW/宇川徹、井筒仁康）
- 2012年 - スーパーバイク世界選手権ランキング18位 ホンダ・ワールドスーパーバイクチーム ホンダ・CBR1000RR

### ロードレース世界選手権
- 凡例
- ボールド体のレースはポールポジション、イタリック体のレースはファステストラップを記録。

| シーズン | クラス | バイク | 1       | 2       | 3       | 4      | 5       | 6       | 7      | 8       | 9      | 10     | 11     | 12      | 13      | 14      | 15      | 16      | 17     | 18     | 順位 | ポイント |
| -------- | ------ | ------ | ------- | ------- | ------- | ------ | ------- | ------- | ------ | ------- | ------ | ------ | ------ | ------- | ------- | ------- | ------- | ------- | ------ | ------ | ---- | -------- |
| 2000年   | 250cc  | ホンダ | RSA     | MAL     | JPN     | SPA    | FRA     | ITA     | CAT    | NED     | GBR    | GER    | CZE    | POR     | VAL     | BRA     | PAC 8   | AUS     |        |        | 28位 | 8        |
| 2001年   | 250cc  | ホンダ | JPN 13  | RSA     | SPA     | FRA    | ITA     | CAT     | NED    | GBR     | GER    | CZE    | POR    | VAL     | PAC 21  | AUS     | MAL     | BRA     |        |        | 28位 | 3        |
| 2002年   | 250cc  | ホンダ | JPN 12  | RSA     | SPA     | FRA    | ITA     | CAT     | NED    | GBR     | GER    | CZE    | POR    | BRA     | PAC 11  | MAL     | AUS     | VAL     |        |        | 27位 | 9        |
| 2003年   | 250cc  | ホンダ | JPN 2   | RSA     | SPA     | FRA    | ITA     | CAT     | NED    | GBR     | GER    | CZE    | POR    | BRA     | PAC 5   | MAL     | AUS     | VAL     |        |        | 15位 | 31       |
| 2004年   | 250cc  | ホンダ | RSA 11  | SPA Ret | FRA 4   | ITA 9  | CAT 6   | NED 10  | BRA 6  | GER 4   | GBR 9  | CZE 7  | POR 9  | JPN 3   | QAT 3   | MAL Ret | AUS 7   | VAL DSQ |        |        | 6位  | 128      |
| 2005年   | 250cc  | ホンダ | SPA Ret | POR 6   | CHN 3   | FRA 6  | ITA 7   | CAT 4   | NED 4  | GBR Ret | GER 3  | CZE 5  | JPN 1  | MAL 5   | QAT 6   | AUS 6   | TUR 3   | VAL 6   |        |        | 4位  | 180      |
| 2006年   | 250cc  | KTM    | SPA 6   | QAT 5   | TUR 1   | CHN 3  | FRA 4   | ITA Ret | CAT 6  | NED 9   | GBR 3  | GER 8  | CZE 3  | MAL Ret | AUS 3   | JPN 1   | POR 2   | VAL Ret |        |        | 4位  | 193      |
| 2007年   | 250cc  | KTM    | QAT Ret | SPA 6   | TUR Ret | CHN 9  | FRA Ret | ITA 21  | CAT 7  | GBR 3   | NED 5  | GER 1  | CZE 6  | SMR 2   | POR Ret | JPN 8   | AUS 4   | MAL 1   | VAL 10 |        | 6位  | 160      |
| 2008年   | 250cc  | KTM    | QAT 16  | SPA 4   | POR 5   | CHN 2  | FRA 7   | ITA 8   | CAT 7  | GBR 6   | NED 6  | GER 8  | CZE 13 | SMR Ret | IND C   | JPN 9   | AUS Ret | MAL 2   | VAL 5  |        | 7位  | 139      |
| 2009年   | 250cc  | ホンダ | QAT 4   | JPN 2   | SPA 1   | FRA 8  | ITA 6   | CAT 2   | NED 1  | GER 4   | GBR 1  | CZE 4  | IND 2  | SMR 4   | POR 4   | AUS 7   | MAL 1   | VAL 7   |        |        | 1位  | 261      |
| 2010年   | MotoGP | ホンダ | QAT 10  | SPA 14  | FRA 11  | ITA 11 | GBR DNS | NED     | CAT    | GER     | USA    | CZE    | IND 12 | SMR 12  | ARA 13  | JPN 10  | MAL 7   | AUS 13  | POR 12 | VAL 14 | 15位 | 53       |
| 2011年   | MotoGP | ホンダ | QAT 10  | SPA 4   | POR 7   | FRA 8  | CAT Ret | GBR 9   | NED 8  | ITA 11  | GER 15 | USA 10 | CZE 9  | IND 9   | RSM 11  | ARA 11  | JPN 9   | AUS Ret | MAL C  | VAL 12 | 10位 | 98       |
| 2012年   | MotoGP | BQR    | QAT     | SPA     | POR     | FRA    | CAT     | GBR     | NED    | GER     | ITA    | USA    | IND    | CZE     | RSM     | ARA     | JPN     | MAL     | AUS    | VAL 13 | 25位 | 3        |
| 2013年   | MotoGP | FTR    | QAT 15  | AME 17  | SPA 18  | FRA 19 | ITA Ret | CAT     | NED    | GER 17  | USA 16 | IND 15 | CZE 14 | GBR 18  | RSM 14  | ARA 14  | MAL 11  | AUS 20  | JPN 17 | VAL 16 | 20位 | 13       |
| 2014年   | MotoGP | ホンダ | QAT 11  | AME 12  | ARG 10  | SPA 12 | FRA 14  | ITA 14  | CAT 15 | NED 16  | GER 12 | IND 10 | CZE 13 | GBR 14  | RSM 12  | ARA 8   | JPN 13  | AUS 8   | MAL 11 | VAL 15 | 14位 | 68       |

| シーズン | ライダー | バイク | QAT | AME | ARG | ESP | FRA | ITA | CAT | NED | GER | IND | CZE | GBR | RSM | ARA | JPN | AUS | MAL | VAL | ポイント |
| -------- | -------- | ------ | --- | --- | --- | --- | --- | --- | --- | --- | --- | --- | --- | --- | --- | --- | --- | --- | --- | --- | -------- |
| 2015     | 青山博一 | ホンダ |     | 11  | Ret | Ret |     |     |     |     | Ret |     |     |     |     |     |     |     |     |     | 5        |

## エピソード
2009年11月には、メインスポンサーが同じ「Interwetten」（スペイン語では「Interapuestas」）という縁から、リーガ・エスパニョーラのRCDエスパニョールの試合を表敬訪問し、当時同チーム所属だった中村俊輔と対面を果たした。青山は俊輔からユニフォームを受け取る代わりにヘルメットを贈ったが、エスパニョールの他の選手が俊輔に「青山のサインをもらってくれ」と頼むシーンもあり、俊輔もその人気に驚いていたという。
セパン・インターナショナル・サーキットと相性がよく、250cc時代には6年のうちに4度ものポールポジションを獲得し、ポールトゥウィンも2度飾っている。チャンピオンを獲得した2009年には、コースレコードも更新してのハットトリックも達成した。MotoGPにステップアップした2010年シーズンも、5位争いを演じシーズン自己ベストの7位に入賞している。
ハルクプロの本田監督曰く、典型的な理論型のライダーであるという。マシンセッティングなどもきちんと自分の言葉でメカニックに伝え、ひとつひとつ積み上げて自分で納得するまで続ける。GPにおいてはKTMワークス在籍時代から彼とチームのミーティングが他のチームと比較しても平均2時間とかなり長い。（日本テレビMotoGP放送での逸話）

## 脚註
1. ↑  『最後の王者を目指して』青山博一の挑戦 ～前編～
2. ↑  青山博一、悲願のタイトル奪取(Sunday, 08 November 2009) - motogp.com official website
3. ↑  青山博一、MotoGP 250ccクラスのチャンピオン獲得！(2009年11月8日) - F1-Gate.com
4. ↑  Interwetten enters MotoGP with team title sponsorship - racecar.com・2009年11月11日
5. ↑  http://www.honda.co.jp/WGP/race2011/rd05/qualify/
6. ↑  http://www.hiro-aoyama.com/blog/2011/07/post_248.html
7. ↑  http://www.motogp.com/ja/news/2011/aoyama+leaves+gresini+team
8. ↑  http://www.redbull.jp/cs/Satellite/ja_JP/Article/%E9%9D%92%E5%B1%B1%E5%8D%9A%E4%B8%80%E9%81%B8%E6%89%8B%E3%81%8C2012%E5%B9%B4%E3%81%8B%E3%82%89-World-Superbike-%E3%81%B8%E5%8F%82%E6%88%A6-021243104871249
9. ↑  ペドロサが手術/青山が代役 - motogp.com・2015年4月3日
10. ↑  “MotoGP：ホンダ・チーム・アジアが2018年の参戦体制を発表。青山博一が監督に就任”. www.as-web.jp (2017年11月13日). 2019年9月6日閲覧。
11. ↑  “MotoGP：日本人初のMoto3優勝を果たした鳥羽海渡、勝利を喜ぶも「これがやっとスタートライン」”. www.as-web.jp (2019年3月11日). 2019年9月6日閲覧。
12. ↑  青山博一、中村俊輔と初対面 - motogp.com・2009年11月12日
13. ↑  東京中日スポーツ・2009年11月13日付 23面